# Blohm & Voss P.170
El Blohm & Voss P.170 fue un proyecto de bombardero trimotor diseñado por el Dr. Vogt de la compañía alemana Blohm & Voss en 1942, el mismo diseñador del BV 141 y otros diseños asimétricos. Aunque el BV P.170 era un diseño simétrico, seguía teniendo una apariencia poco ortodoxa.

## Diseño
El ala tenía una cuerda constante a lo largo de su envergadura, y contenía los alerones y flaps de aterrizaje, que eran construidas de madera o un metal ligero. Era propulsado por tres motores radiales BMW 801D de unos 1.700 CV cada uno; que movían sus respectivas hélices tripala. Uno de los motores estaba ubicado en la parte frontal del fuselaje principal, mientras que los otros dos estaban montados en góndolas de punta alar, cada uno de estos dos con un estabilizador vertical con timón de dirección. Los estabilizadores horizontales estaban en el fuselaje principal. Cada uno de los motores contaba con un depósito de combustible de 2.000 litros. Los dos motores de las puntas rotaban en direcciones opuestas para contrarrestar el par ejercido sobre el avión. El P.170 sería tripulado por dos personas, el piloto y un operador de radio-observador que se encargaría también de lanzar las bombas, que irían sentados en una cabina ubicada en la parte trasera del fuselaje central para la que se hicieron dos diseños. El tren de aterrizaje era retráctil del estilo convencional con rueda en cola con la excepción de que tenía tres ruedas principales, una detrás de cada motor. Podía portar hasta 2.000 kg de bombas en soportes subalares y no estaba equipado con armamento defensivo.

## Especificaciones (P.170.01)
Referencia datos: Luft'46

### Características generales
- Longitud: 14,3 m
- Envergadura: 16 m
- Altura: 3,65 m
- Superficie alar: 44 m²
- Peso vacío: 9.100 kg
- Peso cargado: 13.300 kg
- Planta motriz: 3× motores radiales BMW 801D.
  - Potencia: 1250 kW (1677 HP; 1700 CV) cada uno.
- Hélices: 1× tripala por motor.
- Diámetro de la hélice: 3,5 m
- Capacidad de combustible: 2800 kg

### Rendimiento
- Velocidad máxima operativa (Vno): 820 km/h (510 MPH; 443 kt) a 8.000 m
- Alcance: 2000 km (1080 nmi; 1243 mi)
- Techo de vuelo: 11 650 m (38 222 ft)
- Régimen de ascenso: 18,9 m/s (3720 ft/min) a 2.000 m (máximo)
- Carga alar: 302 kg/m²
- Velocidad de despegue: 181 km/h
- Velocidad de aterrizaje: 156 km/h

### Armamento
- Puntos de anclaje: 4x soportes subalares (2x ala) con una capacidad de 1.000 kg en carga normal y 2.000 kg en sobrecarga, para cargar una combinación de:  
  - Bombas: 

    - SC de 1.000 kg, 1× en el ala derecha, o 2× una en cada ala.
    - SC de 500 kg, 2× una en cada ala, o 4× dos en cada ala.
    - SC de 250 kg, 4× dos en cada ala.